# Piper cararense
Piper cararense är en pepparväxtart som beskrevs av Trel. & Yunck.. Piper cararense ingår i släktet Piper och familjen pepparväxter. Inga underarter finns listade i Catalogue of Life.